# Maria Wern
Maria Wern è una serie televisiva svedese di genere poliziesco prodotta da Eyeworks, Moviola Film, Television AB, Nordisk Film, trasmessa dal 2008 sull'emittente televisiva TV4 e basata sui romanzi della scrittrice Anna Jansson. Protagonista della serie, nel ruolo dell'ispettrice Maria Wern, è l'attrice Eva Röse; altri interpreti principali sono Peter Perski, Oscar Pettersson, Matilda Wännström: Allan Svensson ed Erik Johansson.
La serie si compone di nove stagioni, per un totale di 54 episodi (26 suddivisi in più parti): l'episodio pilota, in quattro parti, intitolato Främmande fågel, fu trasmesso in prima visione il 16 settembre 2008.

## Trama
Per superare un lutto recente (la morte del marito), l'ispettrice di polizia Maria Wern decide di trasferirsi assieme ai figli in un luogo  considerato tranquillo in quanto a tasso di criminalità quale la cittadina di Visby, nell'isola di Gotland. Non immagina che, appena arrivata, dovrà subito risolvere un caso di omicidio efferato e che questo non sarà nemmeno l'ultimo.

## Episodi
| Stagione         | Episodi                         | Prima TV Svezia | Prima TV Italia |
| ---------------- | ------------------------------- | --------------- | --------------- |
| Prima stagione   | 4 (1 episodio in quattro parti) | 2008            | inedita         |
| Seconda stagione | 4 (2 episodi in due parti)      | 2010            | inedita         |
| Terza stagione   | 10 (5 episodi in due parti)     | 2012            | inedita         |
| Quarta stagione  | 4 (2 episodi in due parti)      | 2014            | inedita         |
| Quinta stagione  | 4 (2 episodi in due parti)      | 2016            | inedita         |
| Sesta stagione   | 4 (2 episodi in due parti)      | 2016            | inedita         |
| Settima stagione | 8 (4 episodi in due parti)      | 2018            | inedita         |
| Ottava stagione  | 8 (4 episodi in due parti)      | 2020            | inedita         |
| Nona stagione    | 8 (4 episodi in due parti)      | 2023            | inedita         |

## Personaggi e interpreti
- Ispettrice Maria Wern, interpretata da Eva Röse (s. 1-presente).[1][4]
- Arvidsson, interpretato da Peter Perski (s. 1-presente).[1][4]
- Emil Wern, interpretato da Oscar Pettersson.
- Linda Wern, interpretata da Matilda Wännström
- Thomas Hartman, interpretato da Allan Svensson.
- Sebastian Ståhl, interpretato da Erik Johansson.
- Ek, interpretato da Ulf Friberg.
- Erika, interpretata da Tanja Lorentzon.
- Oscar, interpretato da Samuel Astor.

## Distribuzione
La serie viene trasmessa in Germania con il titolo Maria Wern, Kripo Gotland.